# Joe Cartoon
Joe Cartoon ist eine Website, die mit makaberen Flash-animierten Cartoons bekannt wurde.
Die Webseite wurde von Joe Shields begründet, der zuerst nur eine einzige Flash-Animation zum Download stellte: den Frogblender (Ein Frosch in einem Mixer). Dieser erzielte unter Internetnutzern schnell Kultstatus und bereits im April 1999 hatten mehr als 400.000 Nutzer die Animation heruntergeladen. Nach dem großen Erfolg wurden schnell weitere Animationen zum Download angeboten. So zum Beispiel die Rennmaus in der Mikrowelle oder die springenden Lemminge am Abgrund.
Im Jahr 2006 erschien in Nordamerika und Deutschland eine DVD, die etwa 40 seiner Cartoons beinhaltete. Diese wurden dazu rekodiert, damit man die DVD auch auf gewöhnlichen DVD-Spielern abspielen konnte. Zusätzlich wurde exklusives Material für die DVD erstellt.